# Aleksandr Kostoglod
Aleksandr Viktorovitch Kostoglod (en russe : Александр Викторович Костоглод) est un céiste russe pratiquant la course en ligne. Il est né le 31 mai 1974 à Rostov-sur-le-Don.